# Akademi (sällskap)

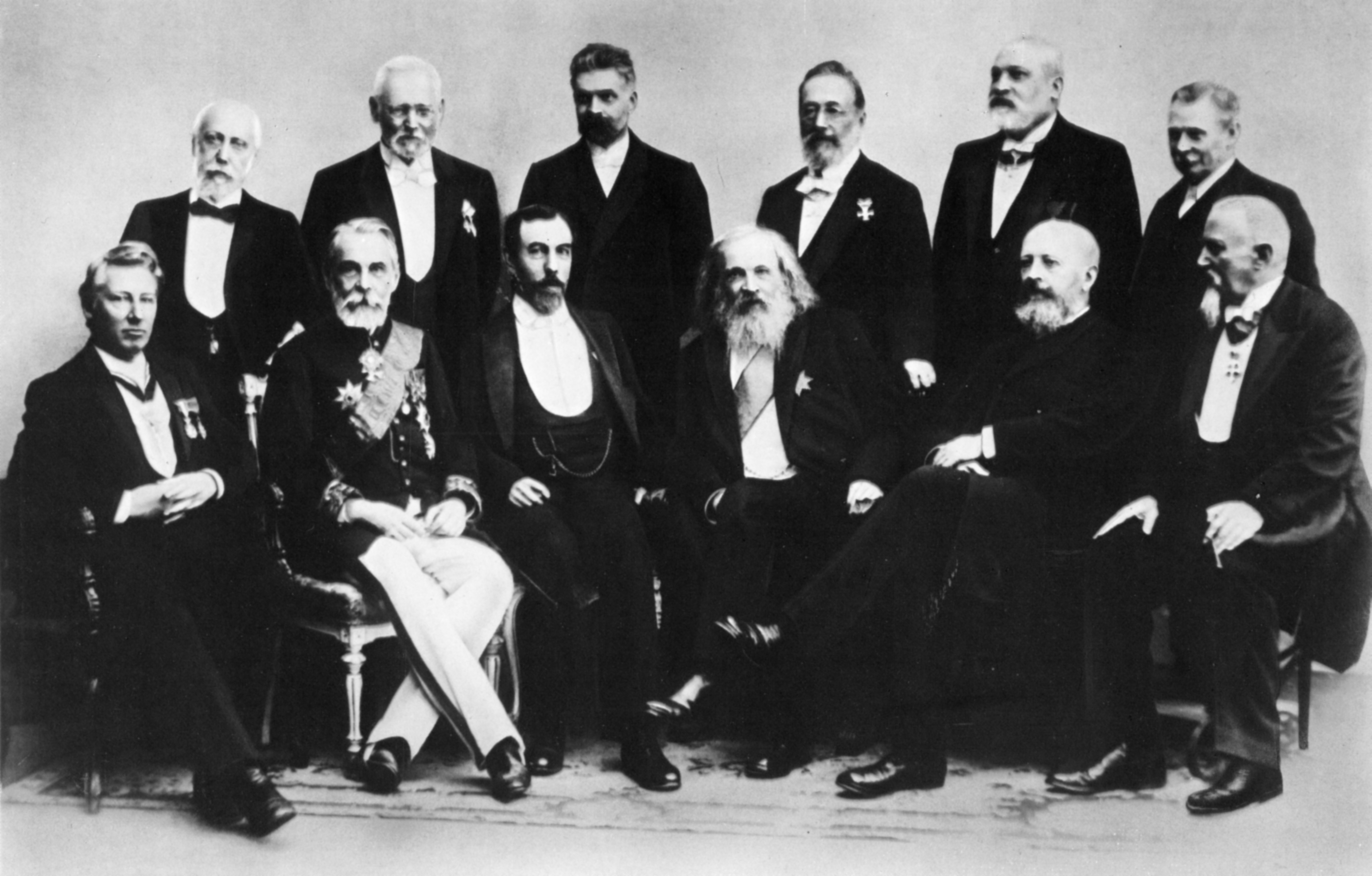

En akademi (grekiska akademeia, latin academia) är ett sällskap av forskare eller konstnärer, som har till uppgift att främja någon eller några särskilda vetenskaper eller konstarter för dessas egen skull. Kännetecknade för akademier är ett begränsat medlemsantal och oftast någon form av statlig eller annan officiell sanktion.

## Arbetsformer
Nutida akademier har arbetssätt som ofta är ganska lika varandra. Platserna tillsättas genom att ledamöterna väljer in nya ledamöter. Ledamöterna utser även hedersledamöter och utländska ledamöter (eller andra så kallade korresponderande ledamöter), samt akademins ämbetsmän. Ordförandeskapet brukar gå i tur bland de inhemska ledamöterna. Sammankomsterna ägnas till stor del åt föredrag, där ledamöter till exempel redogör för forskningsresultat. Större sådana redogörelser blir vanligen tryckta i akademins publikationer.
I många akademier spelar åminnelsetal över avlidna ledamöter och hälsningstal till nya ledamöter en viktig roll. Många akademier ger ut monumentala verk som nationella encyklopedier och ordböcker. Akademier förfogar ofta över fonder för att dela ut priser och stipendier inom vetenskap och konst. Ett exempel är Svenska akademien och Svenska vetenskapsakademien som delar ut tre av nobelprisen.

## Historik

### Antiken
Den första inrättning i äldre tider, som skulle kunna kallas akademi i artikelns betydelse, är det berömda Museion, som inrättades i Alexandria på 200-talet f.Kr. av Ptolemaios II Filadelfos. 
På 200-talet grundade den sasanidiske kungen Shahpour I en vetenskaplig akademi med inriktning på medicin, filosofi, astronomi och naturvetenskap i staden Gundishapur sydost om nuvarande Dezful i Iran. Gundishapurakademin hyste även ett sjukhus och ett bibliotek.

### Medeltiden
Från 700-talet bildades hos araberna, särskilt i Basra, lärda sällskap med inflytande. Under medeltiden, då mycket vetenskap bedrevs i klostren, var de mycket få. Känt är det lärda sällskap, som Karl den store bildade på inrådan av sin lärare Alkuin, samt de moriska sällskapen i Granada och Córdoba, vilka huvudsakligen ägnade sig åt studiet av skaldekonst och musik. En viktig förebild blev det 1323 stiftade trubadursällskapet Jeux floraux, som först 1694 officiellt blev en akademi och ännu finns kvar.

### Upplysningstiden
Under upplysningstiden bildades nationalakademier bland annat i Frankrike, Spanien och Sverige. Dessa akademier hade till uppgift att främja vetenskapen och konsterna, men även den "goda smaken".
En internationell sammanslutning mellan vetenskapsakademierna (för naturvetenskaper samt för historiska, filosofiska och filologiska vetenskaper) planlades 1899 vid en konferens i Wiesbaden, på inbjudan av Vetenskapsakademien i Berlin och Royal Society i London. Föreningen, Association internationale des académies, grundades 1900 i Paris. Första generalförsamlingen ägde rum i Paris 1901, den andra 1904 i London.

### Modernare film- och kulturakademier
Under 1900-talet har även tillkommit nationella och internationella kulturella akademier, såsom filmakademier. Exempel är Europeiska filmakademin, grundad i Berlin 1988 på initiativ av bland annat Ingmar Bergman, den amerikanska filmakademin Academy of Motion Picture Arts and Sciences (grundad i Los Angeles 1927) som bland annat utdelar de årliga Oscarspriserna, British Academy of Film and Television Arts (BAFTA), grundad i London 1947 som bland annat utdelar årliga BAFTA-priser (BAFTA Award).

## Akademier i världens länder

### Australien
Lärda societies  har bildats i Sydney, Melbourne, Wellington och Adelaide, Victoria och Hobart.

### Belgien
I Bryssel stiftades 1772 Académie royale des sciences, des lettres et des beaux-arts  med tre avdelningar: för naturvetenskap, litteratur (jämte historia, språk- och statsvetenskaper) samt sköna konster. En flamländsk akademi, Koninklijke vlaamsche academie voor taal- en letterkunde  stiftades i Gent 1886.

### Brasilien
Brasilien har en vetenskapsakademi i Rio de Janeiro. 

### Danmark
I Köpenhamn stiftades 1742 Det kongelige danske Videnskabernes Selskab i syfte att främja historiska, fysikaliska, matematiska och filosofiska vetenskaper (se Videnskabernes Selskab). 28 november 1960 grundades efter svensk modell Danska akademien för litteratur och språkvård.

### Egypten
I Alexandria finns ett Institut égyptien (stiftat 1859). 

### Finland
Finska Vetenskaps-Societeten är den äldsta av de finländska akademierna, var länge helt svenskspråkig men är nu tvåspråkig. Finska Vetenskapsakademien bildades 1908.

### Frankrike
Frankrike blev från 1600-talet ett tongivande akademiskt land. Av stor betydenhet blev Franska Akademien, liksom Franska Vetenskapsakademien. Som ett samlingsorgan för flera akademier fungerar Institut de France. Frankrike äger dessutom sedan 1700-talet i de flesta av sina större provinsstäder ett eller flera lärda sällskap. De utger särskilda "mémoires", men har till gemensamt organ La revue des sociétés savantes. En 1806 i Paris stiftad Académie celtique, för keltisk språk- och fornforskning i omfattande skala, fortlever såsom Société nationale des antiquaires de France . 
Begreppet "académie" är även benämningen på dels vart och ett av landets 16 undervisningsdistrikt (innefattande både universitets-fakulteter, allmänna läroverk och folkskolor inom distriktet), dels ett sådant distrikts hela pedagogiska personal.

### Grekland
Vetenskapliga samfundet i Aten, He en Athenais epistemonike hetaireia, stiftades 1888, med klasser för filologi, matematik och naturvetenskaper. I Konstantinopel stiftades 1861 ett stort litterärt grekiskt sällskap för vetenskapernas utbredande i orienten.[källa behövs]

### Indien
Indien har i Calcutta Asiatic Society  (stiftat 1784). Liknande inrättningar finns i Bombay och Madras.

### Iran
En av den antika världens viktigaste akademier grundades på 200-talet i Iran av den sasanidiska kungen Shahpour I, den så kallade Gundishapurakademin. 
Den moderna Iranska akademin (Farhangestān "Bildningssäte") inrättades i Teheran 1935. Efter revolutionen, då de kungliga akademierna avskaffades, bytte akademin namn till Akademien för persiskt språk och litteratur.

### Irland
Royal Irish Academy i Dublin stiftades 1782.

### Italien
Italien under renässanstiden är de moderna akademiernas egentliga ursprung.[källa behövs] Efter Konstantinopels fall (1453) sökte en mängd lärda greker en fristad i Grekland och bildade föreningar i syfte att främja studiet av klassisk litteratur och konst. Italien har en mängd akademier. De tre äldsta italienska akademierna bildades i Florens, Neapel och Rom.

### Kroatien
I huvudstaden Zagreb finns Kroatiska akademien för vetenskap och konst med rötter i den akademi som grundades år 1861  då Zagreb (dåvarande Agram) var provinshuvudstad i kejsardömet Österrike. Akademin grundades på initiativ av den kroatiske romersk-katolske biskopen och politikern Josip Juraj Strossmayer.

### Nederländerna
Nederländerna fick 1851-56 en Akademi van wetenschappen i Amsterdam, som ersatte den 1808 av Louis Bonaparte grundade Koninklijke nederlandsche institut van wetenschappen, letterkunde en schoone kunsten. Dessutom finns De hollandsche maatschappij der wetenschappen i Haarlem (grundad 1752) samt liknande föreningar i Leiden, Middelburg, Utrecht, Rotterdam m. fl. orter.

### Norge
Den äldsta av de norska akademierna är Det Kongelige Norske Videnskabers Selskab i Trondheim. Det bildades 1760 av biskopen Johan Ernst Gunnerus, rektorn Gerhard Schøning och statsrådet Peter Friderich Suhm och kallades då Det Trondhiemske Selskab. I och med att stadgarna gavs kunglig stadfästelse 1767 ändrades namnet till Det Kongelige Norske Videnskabers Selskab.

### Polen
En vetenskapsakademi sedan 1872 i Krakow.[källa behövs]

### Portugal
I Lissabon grundades 1779 Academia real das sciencias, omorganiserad 1851. Den har två inriktningar: en matematisk-naturvetenskaplig och en filosofisk-historisk-litterär.

### Rumänien
I Bukarest inrättades 1866 vetenskapsakademin Academia româna. Den har bland annat utarbetat en rumänsk ordbok.

### Ryssland
I Petersburg inrättades 1725 Academia scientiarum imperialis petropolitana  (ry. Imperatorskaja akademija nauk). Den har en naturvetenskaplig-matematisk, en rysk-litterär och rysk-språklig samt en historisk-filologisk avdelning. Under Katarina II lät denna akademi genomföra undersökningar av ryska rikets land och folk. I Moskva verkar Naturhistoriska vännernas akademiska sällskap.

### Schweiz
I Schweiz finns Allgemeine Schweizerische Gesellschaft für die Gesammten Naturwissenschaften i Bern (stiftad 1815) och Naturforschende Gesellschaft i Zürich (stiftad 1746).

### Serbien
Serbien har en akademi i Belgrad (Srpska kraljevska akademija).[källa behövs]

### Spanien
Spanien har i Madrid Real Academia Española (instiftad 1713), inrättad efter franska akademins mönster. I Spanien finns även Real academia de la historia (stiftad 1738), Real academia de ciencias (stiftad 1847) samt Real academia de ciencias morales y politicas (stiftad 1858).
På regional nivå finns liknande institutioner med fokus på bevarandet av respektive regional kultur och regionalt språk. Dessa inkluderar Kungliga galiciska akademin (i Galicien), Euskaltzaindia (i Baskien) och Institut d'Estudis Catalans (i Katalonien).

### Storbritannien
Det äldsta av de brittiska akademierna är den engelska Royal Society i London, grundad 1660 av bland andra matematikern och arkitekten Christopher Wren. Den har status av brittisk nationalakademi på det naturvetenskapliga området. En motsvarighet på det humanistisk-samhällsvetenskapliga området är British academy, grundad 1902 som "The British Academy for the Promotion of Historical, Philosophical and Philological Studies".[källa behövs]

### Sverige
Den äldsta av de ännu existerande kungliga akademierna är Kungl. Vetenskaps-Societeten i Uppsala, som leder sitt ursprung till det Collegium curiosorum som universitetsbibliotekarien Erik Benzelius grundade 1710. Näst äldst av de verksamma akademierna är Kungliga Vetenskapsakademien, som grundades 1739, även om den 1735 inrättade Ritakademien utgjorde grunden för det som 1810 fick namnet Kungliga Akademien för de fria konsterna eller Konstakademien. År 1753 grundades Kungliga Vitterhetsakademien, av Gustav III omdöpt till Kungliga Vitterhets Historie och Antikvitets Akademien i samma tid som han först bildade Kungliga Musikaliska Akademien 1771 och Svenska akademien 1786. År 1772 bildades i Lund Kungl. Fysiografiska Sällskapet, som en lundensisk akademi för naturvetenskap, medicin och teknik. Året därpå tillkom Kungl. Vetenskaps- och Vitterhets-Samhället i Göteborg.  År 1889 stiftades Kungl. Humanistiska Vetenskapssamfundet i Uppsala och 1921 Kungl. Humanistiska Vetenskapssamfundet i Lund. Som en akademi med specialinriktning räknas Kungl. Gustav Adolfs Akademien för svensk folkkultur grundad 1932. År 1954 tillkom Kungl. Vetenskapssamhället i Uppsala och som en norrländsk vetenskaplig akademi främst knuten till Umeå universitet bildades 1957 Kungl. Skytteanska Samfundet. År 1920 tillkom som en icke-kunglig akademi Vetenskapssocieteten i Lund. Som en akademi kan också räknas Kungl. Samfundet för utgivande av handskrifter rörande Skandinaviens historia grundat 1815 och med inriktning mot olika historie-, biblioteks- och arkivvetenskaper. År 2011 skapades Sveriges unga akademi för yngre forskare i det akademiska Sverige. I huvudartikeln Akademier och lärda samfund i Sverige exemplifieras också vad som i Sverige definieras som "lärt samfund" i jämförelse med akademier.

### Tjeckien
I Prag finns Die Böhmische Gesellschaft der Wissenschaften (grundad 1769, med en tjeckisk och en tysk avdelning) samt Die Böhmische Kaiser Franz-Joseph-Akademie der Wissenschaften, Literatur und Kunst , stiftad 1890.

### Tunisien
Tunisian Academy of Sciences, Letters and Arts (Beit al-Hikma på arabiska) har sitt säte i Tunis, och arbetar med vetenskap, språk och kultur.

### Tyskland
Av de tyska akademierna är den äldsta den som 1652 grundades i Schweinfurt. Den har därefter funnits på olika platser och sedan 1878 har den sitt säte i Halle an der Saale i nuvarande Sachsen-Anhalt. Den kallas Leopoldina, eftersom den fick sina privilegier av tyske-romerske kejsaren Leopold I. Näst äldst är den nuvarande Berlin-Brandenburgische Akademie der Wissenschaften, vilken utgör fortsättningen på den brandenburgska akademi som grundades av Fredrik I av Preussen. 

### Ungern
Ungerska vetenskapsakademien  i Budapest stiftades 1825 för ungerska språkets utbildning och blev 1869 ett allmänt vetenskapligt sällskap.

### USA
I USA är följande lärda samfund de mest betydande: American Philosophical Society i Philadelphia, det äldsta i Amerika (stiftat 1744 av Benjamin Franklin), American Academy of Arts and Sciences i Boston (stiftad 1780), Smithsonian institution (stiftad 1846 i Washington) samt Washington Academy of Sciences (stiftad 1898, i Washington).

### Österrike
Kaiserliche Akademie der Wissenschaften  i Wien stiftades 1847. Den bytte 1921 namn till Akademie der Wissenschaften in Wien och vid hundraårsjubileet 1947 till Österreichische Akademie der Wissenschaften. Akademien har bland annat givit ut stora verk över Österrikes historia, även kritiska sådana, bland annat skrivna av Adam Wolf.